# Carlo Bordoni
Pour les articles homonymes, voir Bordoni.
Ne doit pas être confondu avec Carlo Bordini.
Carlo Bordoni (né en 1946 à Carrare, en Toscane - ) est un universitaire italien. Il est professeur en théorie et techniques de communications et en sociologie à l'université de Florence.

## Biographie
Carlo Bordoni a enseigné à l'Université de Naples “L’Orientale” ainsi qu'à la Libre Université des Langues et de la Communication de Milan. Il s'est intéressé à la sociologie et à la critique littéraire, rédigeant des textes pour Paese Sera, La Repubblica, L’Indice dei Libri, Labirinti del fantastico, Il Ponte et Prometeo. Il écrit sur Il Corriere della Sera (La Lettura).
En 1965, il fait ses débuts en littérature jeunesse avec son premier roman intitulé L'ultima frontiera ("La dernière frontière") et ensuite avec le recueil de contes Cuori di tenebra ("Cœur de ténèbre") en 1993. Plus récemment, il a écrit Il nomme del padre ("Le nom du père") en 2001 et Istanbul Bound ("Limite Istanbul)  en 2007. Il dirige la collection d'essais littéraires Micromegas.

## Principales publications
- La società insicura. Convivere con la paura nel mondo liquido. Conversazione con Zygmunt Bauman (Aliberti, 2012)
- Zygmunt Bauman, osservatore del presente in Z. Bauman, Il buio del postmoderno (Aliberti, 2011)
- Dal sublime ai nuovi media. Arte estetica società (Felici, 2011)
- L'identità perduta. Moltitudini, consumismo e crisi del lavoro. Prefazione di Zygmunt Bauman (Liguori, 2010)
- Libera multitudo. La demassificazione in una società senza classi (Franco Angeli, 2008)
- Introduzione alla sociologia dell'arte (nuova edizione, Liguori, 2008)
- Società digitali. Mutamento culturale e nuovi media (Liguori, 2007) ("Société numérique. Transformation culturelle et nouveaux médias")
- Il testo complesso (Clueb, 2005) ("Le texte complexe")
- Introduzione alla sociologia dell’arte (Liguori, 2005) ("Introduction à la sociologie de l'art").
- L’anthologie Linee d’ombra (Pellegrini, 2004) ("Lignes d'ombre")
- Stephen King (Liguori, 2002).
- Conversazioni sul vampiro (Neopoiesis, 1995) ("Conversations à propos du vampire")
- Il romanzo di consumo (Liguori, 1993) ("Le roman de consommation")
- La pratica sociale del testo (Clueb, 1981). ("La pratique sociale du texte")
- Introduzione alla sociologia della letteratura (Pacini, 1974). ("Introduction à la sociologie de la littérature")
- Le scarpe di Heidegger (2005, 2006, 2010) ("Les chaussures de Heidegger")
- La fabula bella. Una lettura sociologica dei Promessi Sposi (1991, 2011) ("Beauté fabuleuse. Une lecture sociologique du roman Les Fiancés")
- La paura il mistero l’orrore dal romanzo gotico a Stephen King (1989) ("La peur, le mystère et l'horreur, du roman gothique jusqu'à Stephen King")